# Dragon Ball: Raging Blast
Dragon Ball: Raging Blast é um jogo eletrônico baseado na série de animes e mangás de Akira Toriyama que foi lançado para PlayStation 3 e Xbox 360. Conta com 70 personagens jogáveis (incluindo as transformações).

## Personagens
Eis abaixo a lista dos personagens com os quais pode-se jogar :
1. Android #16
2. Android #17
3. Android #18
4. Android #19
5. Android #20 (Dr. Maki Gero)
6. Bardock
7. Broly (Super Saiyajin, Lendário Super Saiyajin, Super Saiyajin 3 * )
8. Burter
9. Capitão Ginyu
10. Cell (Imperfeito, Semi-Perfeito, Perfeito, Super Perfeito)
11. Chaos
12. Dodoria
13. Freeza (1ª Forma, 2ª Forma, 3ª Forma, Forma Final, Formal Final: 100% de Poder)
14. Trunks do Futuro (Super Saiyajin, Ultra Super Saiyajin (Super Trunks))
15. Trunks (Sword) (Super Saiyajin)
16. Gohan (Super Saiyajin, Super Saiyajin 2)
17. Goku (Super Saiyajin, Super Saiyajin 2, Super Saiyajin 3, Vegetto, Vegetto Super Saiyajin, Gogeta Super Saiyajin)
18. Goten (Super Saiyajin, Gotenks, Gotenks Super Saiyajin, Gotenks Super Saiyajin 3)
19. Gurdo
20. Jeice
21. Kid Gohan
22. Kid Trunks (Super Saiyajin, Gotenks, Gotenks Super Saiyajin, Gotenks Super Saiyajin 3)
23. Kuririn
24. Majin Buu (Fat Buu, Kid Buu, Super Buu)
25. Nappa
26. Paragus
27. Piccolo
28. Raditz
29. Recoome
30. Teen Gohan (Super Saiyajin, Super Saiyajin 2)
31. Tenshinhan
32. Vegeta (Super Saiyajin, Super Vegeta,Super Saiyajin 2,majin vegeta, Vegetto, Vegetto Super Saiyajin, Gogeta Super Saiyajin, Super Saiyajin 3 * )
33. Vegeta (Scouter)
34. Videl
35. Yamcha
36. Zarbon (Transformação)

 *  Personagens inexistentes na série de animes e mangás, adicionados exclusivamente ao jogo.